# Гросул, Яким Сергеевич
Яки́м Серге́евич Гро́сул (8 (21) сентября 1912, Карагаш, Тираспольский уезд, Херсонская губерния — 28 сентября 1976, Кишинёв) — советский историк, специалист по новой и новейшей истории Молдавии. Академик (1961) и первый президент (1961—1976) АН МССР. Заслуженный деятель науки МССР (1966). Член-корреспондент АН СССР по Отделению истории с 1 июля 1966 года (история СССР).

## Биография
Родился в крестьянской семье. Окончил рабфак (1933), затем исторический факультет Молдавского педагогического института (1937). В 1938—1940 годах служил в РККА. Член ВКП(б) (1939). Во время Великой Отечественной войны находился в эвакуации в Казахстане, преподавал в средней школе. В январе 1944 года защитил в Объединённом Украинском университете кандидатскую диссертацию «Крестьянская реформа 1868 г. в Молдавии» (научный руководитель — проф. А. А. Введенский).
Исполнял обязанности декана историко-филологического факультета Молдавского (Кишинёвско-Тираспольского) педагогического института в Бугуруслане (1944—1946), заведовал кафедрой истории СССР Кишинёвского университета (1946—1959). С 1947 года — заместитель директора Молдавской научно-исследовательской базы АН СССР, с 1954 года — председатель президиума Молдавского филиала АН СССР. Доктор исторических наук (1955, диссертация «Крестьяне Бессарабии в 1812—1861 гг.»), профессор.
Основатель и директор Института истории АН МССР. Был членом ЦК Коммунистической партии МССР. Депутат ВС МССР и ВС СССР 5-го, 6-го и 9-го созывов. Президент общества «Знание» МССР.
Похоронен на Центральном (Армянском) кладбище в Кишинёве.

## Семья
- Жена (с 1935 года) — Хана Соломоновна Гросул (урождённая Чернец; 1913, Ташлык — 1990, Кишинёв), преподаватель молдавского языка и литературы[1][2][3].
  - Сын — доктор исторических наук Владислав Якимович Гросул (1939—2022), главный научный сотрудник ИРИ РАН; его жена — Нина Валентиновна Гросул-Войцеховская, доцент кафедры эстетического воспитания МГПУ, племянница математика В. А. Андрунакиевича[4].
  - Дочь — филолог Людмила Якимовна Гросул; её муж — молдавский экономист Иосиф Давыдович Белоус, профессор Международного независимого университета Молдавии и заместитель председателя Ассоциации бывших узников гетто и концлагерей Молдавии[5][6].

## Публикации
Книги
- «Крестьяне Бессарабии (1812—1861)» (Кишинев, 1956)
- «Крестьянская реформа 1860—1870-х гг. в Бессарабии» (Кишинев,1956)
- «Очерки истории народного хозяйства Бессарабии (1812—1861)» (Кишинев, 1967; в соавт. с И. Г. Будаком)
- Историческая наука Молдавской ССР. М., 1970;
- «Советский Союз. Молдавия» (1970, совм. с М. М. Радулом)
- «История Румынии (1848—1917)» (М., 1971; совм. с В. Н. Виноградовым, Ю. А. Писаревым и И. В. Советовым)
- «Очерки истории народного хозяйства Бессарабии (1861—1905)» (Кишинев, 1972; в соавт. с И. Г. Будаком)
- «Труды по истории Молдавии» (Кишинев, 1982; посм.)

Статьи
- «Историческое значение присоединения Бессарабии к России для судеб молдавского народа» // «Вопросы истории», 1962, № 7
- «Особенности перехода от феодализма к капитализму на Юго-Востоке Европы» // «Вопросы истории», 1965, № 11 (в соавт. с Н. А. Моховым и П. В. Советовым)
- «Историческая наука в Молдавской ССР» // «Вопросы истории», 1967, № 2 (в соавт. с Н. А. Моховым)
- «Развитие науки в Молдавской ССР за годы Советской власти» // «История СССР», 1967, № 5
- «Итоги и задачи исследования проблем социалистического и коммунистического строительства в Молдавской ССР» // «История СССР», 1975, № 1 (в соавт. с Б. К. Визером, А. В. Репидой и К. Б. Стратиевским)

Главный редактор «Истории Молдавской ССР» (тт. 1—2, 1951—1955) и «Молдавской советской энциклопедии» (1970—1974).

## Награды
Был награждён двумя орденами Ленина, двумя орденами Трудового Красного Знамени и орденом Дружбы народов. Лауреат Государственной премии МССР.

## Память
Изображение Я. С. Гросула присутствует на коллекционной монете Приднестровского республиканского банка номиналом в 100 рублей (2004). В 2009 году имя учёного было присвоено общеобразовательной школе села Карагаш Слободзейского района ПМР. Ранее имя Гросула носил Институт истории Академии наук Молдавской ССР.